# Eremothecium coryli
Eremothecium coryli är en svampart som först beskrevs av Peglion, och fick sitt nu gällande namn av Kurtzman 1995. Eremothecium coryli ingår i släktet Eremothecium och familjen Eremotheciaceae.   Inga underarter finns listade i Catalogue of Life.